# Le Roman de la vie
Ne doit pas être confondu avec Le Roman de ma vie.
Le Roman de la vie (Páginas da Vida) est une telenovela brésilienne en 150 épisodes de 45 minutes, écrite par Manoel Carlos et diffusée entre le 10 juillet 2006 et le 2 mars 2007 sur le réseau Globo.
En France, le feuilleton a été diffusé à partir du 26 janvier 2009 sur France O et à partir du 13 avril 2009 sur IDF1.
Elle a également était diffusée sur Nina Novelas en 2015-2016.

## Synopsis
Des pages d’amour, de douleur et de joie composent le quotidien de notre vie… "Le Roman de la Vie" est un livre qui renferme plusieurs histoires ; de celles qui ressemblent à la vie de nos voisins, nos parents, nos amis ; des histoires réelles, dramatiques, pathétiques, nos vies en somme…
L’une des pages du "Roman de la Vie" retrace l’histoire de Nanda, fille d’Alex, un père infructueux et de Martha une femme acerbe et cupide.
Grâce aux sacrifices financiers de sa mère, Nanda se rend en Europe, à Amsterdam, pour étudier. Elle découvre un jour qu’elle est enceinte. Son petit ami Léo, fils d'un riche chef d'entreprise brésilien, la rejette car elle refuse d'avorter. Il lui donne de l'argent pour payer un médecin et rentrer chez ses parents au Brésil. Craignant sa mère Martha, une femme autoritaire, elle attend d'être sur le point d'accoucher pour revenir à Rio, sans prévenir. Peu de temps après, elle est victime d’un accident et meurt. Helena, son obstétricienne parvient à sauver ses jumeaux : Francisco et Clara. Helena annonce à Martha que Clara est trisomique, ce qui met en colère la grand-mère aigrie. Celle-ci récupère Francisco et abandonne Clara en faisant croire à sa famille que la jumelle est décédée… Helena est stupéfaite de l'attitude de la grand-mère mais refuse de rompre le secret. Émue, Helena décide d’adopter Clara.
Léo, le père des jumeaux, est de retour au Brésil, cinq ans plus tard, pour hériter de son père et prendre la succession de l'entreprise. Il apprend par Olivia, une amie de Nanda, que cette dernière est morte. Léo, qui culpabilise, décide alors de se rapprocher de Francisco, non sans mal, et d'en savoir plus sur les conditions du décès de Clara.
Appâtée par le gain, Martha lui offre son soutien. Mais Helena et Alex vont se battre pour que Léo n'obtienne pas la garde des jumeaux qu’ils ont élevés et aimés avec tant de force.
À travers différentes histoires entremêlées, "Le Roman de la Vie" nous plonge dans le drame des handicapés ; traite aussi du SIDA ; de notre peur face à cette pandémie, elle traite aussi de la boulimie, une plaie pour les adolescentes ; elle traite des difficultés de la vie conjugale ; de la difficulté des êtres à s’aimer ; de l’alcoolisme, de la douleur des enfants de couples divorcés ; elle traite enfin de l’intolérance et racisme. Mais elle délivre surtout un merveilleux message d’amour et de tolérance universelle.

## Distribution
- Regina Duarte : Helena Camargo Varella
- Lília Cabral : Marta Toledo Flores
- Marcos Caruso (pt) : Alexandre « Alex » Flores
- Fernanda Vasconcellos : Fernanda « Nanda » Toledo Flores
- Thiago Rodrigues (pt) : Leonardo « Leo » Maia de Almeida
- Joana Mocarzel (pt) : Clara « Clarinha » Camargo Varella
- Gabriel Kaufmann (pt) : Francisco Toledo de Almeida
- Ana Paula Arósio : Olívia Fragoso Martins de Andrade Duartee
- Edson Celulari : Sílvio Duarte
- Natália do Vale : Carmem Fragoso Martins de Andrade Lobo
- José Mayer : Gregório « Greg » Rodrigues Lobo
- Vivianne Pasmanter : Isabel Fernandes
- Caco Ciocler : Renato Martins
- Danielle Winits : Sandra Ribeiro
- Thiago Lacerda : Jorge Fragoso Martins de Andrade
- Grazielli Massafera : Thelma « Thelminha » Ribeiro
- Marjorie Estiano : Marina Martins de Andrade Rangel
- Marcos Paulo : Diogo de Carvalho
- Regiane Alves : Alice Miranda de Vilela Arruda
- Christine Fernandes : Simone Bueno
- Tarcísio Meira : Aristides « Tide » Martins de Andrade
- Sonia Braga : Tônia Werneck
- Renata Sorrah : Tereza Junqueira de Figueiredo
- Deborah Evelyn : Anna Saraiva
- Helena Ranaldi : Márcia Fragoso Martins de Andrade Pinheiro
- Letícia Sabatella : Irmã Lavínia
- Leandra Leal : Sabrina Marcondes
- Ângelo Antônio (pt) : Miroel Saraiva
- Pérola Faria (pt) : Gisele Saraiva
- Rafael Almeida (pt) : Luciano Junqueira de Figueiredo
- Antonio Calloni (pt) : Gustavo Pinheiro de Sousa
- Silvia Salgado : Verônica Toledo Mattos
- Eduardo Lago : Ubirajara « Bira » Rangel
- Pedro Neschling (pt) : Rafael Salles Martins de Andrade
- Elisa Lucinda (pt) : Selma Araújo
- Paulo César Grande (pt) : Lucas Azevedo
- Cláudia Mauro (pt) : Angélica Cunha
- Buza Ferraz (pt) : Ivan Monteiro Telles
- Sidney Sampaio (pt) : Vinícius Pessoa
- Louise Cardoso : Diana Salles Martins de Andrade
- Nathália Timberg : Hortência Miranda de Almeida Vilela Arruda
- Tato Gabus Mendes (pt) : Leandro Fragoso Martins de Andrade
- Bete Mendes (pt) : Irmã Natércia
- Zé Carlos Machado (pt) : Nestor Figueiredo
- Ângela Leal (pt) : Hilda Nascimento
- Henrique César (pt) : Dr Moretti
- Walderez de Barros (pt) : Constância Ribeiro
- Umberto Magnani (pt) : José « Zé » Ribeiro
- Marly Bueno (pt) : Irmã Maria
- Max Fercondini (pt) : Sérgio Toledo Flores
- Sthefany Brito (pt) : Kelly Toledo Mattos
- Carolina Oliveira (pt) : Gabriela « Gabi » Cunha Azevedo
- Thiago Picchi (pt) : Marcelo Nascimento
- Luciele di Camargo (pt) : Camila Fragoso Martins de Andrade
- Fernando Eiras (pt) : Rubens « Rubinho » Bueno
- Xuxa Lopes (pt) : Isabelle « Belita » Ferreira
- Narjara Turetta : Inesita
- Luciano Chirolli : Eliseu Mattos
- Ana Botafogo : Elisa Fragoso Martins de Andrade Telles
- André Frateschi : Dorival
- Susana Ribeiro : Susy
- Lucci Ferreira : Horácio
- Hylka Maria : Odete
- Selma Reis : Irmã Zenaide
- Domingos Meira : Ulisses
- Lú Mendonça : Mônica
- Duda Nagle : Fred
- Manuela do Monte : Nina Martins de Andrade Pinheiro
- Armando Babaioff : Felipe Martins de Andrade Telles
- Lígia Cortez : Cecília
- José Vitor Castiel : Machadão
- Inez Viana : Irmã Fátima
- Joelson Medeiros : Domingos
- Jorge de Sá : Salvador Fortunato
- Quitéria Chagas : Dorinha
- Marcos Henrique : Washington da Silva (Pinhão)
- Thalita Carauta : Lidia
- Bruno Padilha : Saldanha
- Sabrina Rosa : Célia
- Carolina Bezerra : Margareth
- Miguel Lunardi : Gabriel
- Rachel de Querroz : Gisele Saraiva - enfant
- Sophie Charlotte : Joyce
- Ana Furtado : Lívia Ferreira Martins
- Glória Menezes : Amália Fragoso Martins de Andrade (Lalinha)
- Suzana Gonçalves : Dirce
- Rafael Machado : Guilherme
- Susan Lay : Ana
- Gabriel Lepsch : Tidinho
- Juana Garibaldi : Adriana
- Marcelo Novello : Américo
- Luana Carvalho : Lili
- Thanaye Campos : Catarina
- Daniela Galli : Marília
- Carol Nassif : Bia
- Nina Moreno : Vandinha
- Orion Ximenes : Segurança
- Viétia Zangrandi : Carol
- Flávia Pucci : Juliana
- William Vita : Geôlier
- Luma Costa : Francis
- Júlia Carrere : Tatiana
- Renata Ricci : Luana
- Marcos França : Policier
- Daniela Oliverti : Laís
- Enio Gonçalves : Oscar
- Arlete Montenegro : Yolanda
- Douglas Simon : Dr Bernardo
- Ana Carolina Dias : Maria
- Adriane Garcia
- Pedro Jordão : Tiago
- Bruce Gomlevsky : Bruce
- Sandra Hausen : Cida
- Marcela Araújo : Nanda - enfant
- Júlia Fajardo : Roberta
- Anna de Aguiar : Carla
- Maria Sílvia : Marlene
- Cláudia Borioni : Laura
- Mário Cardoso : Gonzaga
- Chris Moniz : Gracinha
- Vinicius Marques : Dr Paulo
- Camilo Beviláqua : Raul
- Miriam Martinez : Diva
- Rafaela Amado : Réceptionniste de l'hôpital
- Aline Aguiar : Luciana
- Carlos Evelyn : Ami de Tônia
- Daniel Filho : Lui-même
- Gilles Gwizdek : Prêtre
- Cláudia Provedel : Flavia
- Walmor Chagas : Juiz
- Arthur Kohl : Juiz
- Alexandre Moreno : Promoteur